# Francisco de Sierra y Ron
Francisco de Sierra y Ron (Imperio Español, c. 1530-Imperio Español, c. 1600) fue un militar y funcionario español.

## Biografía

### Origen familiar
No está claro el lugar del nacimiento en España de este hidalgo notorio, ni el año, aunque podría bien haber sido alrededor de 1530. Sus padres fueron Rodrigo Álvarez de Navia y María Méndez, pertenecientes a la Casa de Ron.

### Viaje a América con la expedición de Martín de Orué
Arriban a Asunción en la Semana Santa de 1556. Luego formó parte de la expedición de Ñuflo de Chaves hacia lo que será conocida como la provincia Chiquitos, que luego culminaría, en 1561, con la fundación de Santa Cruz de la Sierra. Lo cierto es que por diferencias con Chaves, Francisco de Sierra y Ron, regresa a Asunción en 1559.

### Teniente de gobernador de Santa Fe
En 1573, Martín Suárez de Toledo, ordena a Juan de Garay, fundar una ciudad que será conocida como Santa Fe. La expedición, tenía como finalidad buscar una salida al mar desde Asunción y la posibilidad de establecer un punto estratégico para la comunicación y el comercio entre diferentes regiones de América del Sur, a fin de consolidar el dominio español a través de la conexión terrestre y fluvial entre sus posesiones americanas. Se dividen en dos columnas, una por Río, a cargo de Garay y otra por tierra, a cargo de Sierra y Ron, llevando carretas, caballos, ganado y otros elementos necesarios, el domingo 15 de noviembre de 1573, participa, firmando como testigo, el acta fundacional de la nueva ciudad en calidad de Maestre de Campo.
En octubre de 1576, el cabildo, seleccionó a su caballo como padrillo para servir a las yeguas.
El 15 de noviembre de 1576, de Sierra y Ron presentó ante el cabildo el primer hierro para marcar caballos y ganado, produciendo así, un hito en la historia de la propiedad y la ganadería de todo el Río de la Plata.
Luego, Garay, lo nombrará, en 1577, como segundo teniente de gobernador de santa fe.
Más adelante presentó su renuncia, pero el Procurador teniendo en cuenta que los vecinos le tenían respeto, amor y voluntad pidió que continuara en el cargo. Pero de Sierra y Ron deseaba regresar a Asunción ya que allí se encontraba su esposa e hijos. Fue arrestado, por el cabildo, luego enviado a asunción, donde se reencontró con su familia.

### Fallecimiento
Aproximadamente en 1600 fue asesinado por indios nuarás.

### Matrimonio y Descendencia
Se casó con María Prieto y fueron padres de María de la Sierra Prieto, quien se casó con Juan Caballero de Bazán, con numerosa y distinguida descendencia.